# Hannover Stampeders
Gli Hannover Stampeders sono una squadra di football americano di Hannover, in Germania, fondata nel 1983.
Fino al 1996 la società ha avuto anche una sezione femminile, che ha giocato 2 volte il Ladies Bowl.

## Dettaglio stagioni

### Amichevoli
| Stagione | Vin | Par | Per | Tot | PF | PS | avversaria    |
| -------- | --- | --- | --- | --- | -- | -- | ------------- |
| 1995     | 1   | 0   | 0   | 1   | 74 | 0  | Hanau Witches |
| Totale   | 1   | 0   | 0   | 1   | 74 | 0  |               |

Fonte: americanfootballitalia.com

### Tornei nazionali

#### Campionato

##### Damenbundesliga
| Stagione | regular season | regular season | regular season | regular season | regular season | regular season | playoff | playoff | playoff | playoff | playoff | playoff     | playoff            |
|          | Vin            | Par            | Per            | Tot            | PF             | PS             | Vin     | Per     | Tot     | PF      | PS      | risultato   | avversaria         |
| -------- | -------------- | -------------- | -------------- | -------------- | -------------- | -------------- | ------- | ------- | ------- | ------- | ------- | ----------- | ------------------ |
| 1993     | ?              | ?              | ?              | ?              | ?              | ?              | ?       | ?       | ?       | ?       | ?       | ?           | ?                  |
| 1994     | ?              | ?              | ?              | ?              | ?              | ?              | ?       | ?       | ?       | ?       | ?       | ?           | ?                  |
| 1995     | ?              | ?              | ?              | ?              | ?              | ?              | ?       | ?       | ?       | ?       | ?       | Ladies Bowl | Berlin Adler Girls |
| 1996     | ?              | ?              | ?              | ?              | ?              | ?              | ?       | ?       | ?       | ?       | ?       | Ladies Bowl | Berlin Adler Girls |
| Totale   | ?              | ?              | ?              | ?              | ?              | ?              | ?       | ?       | ?       | ?       | ?       |             |                    |

Fonti: Enciclopedia del Football - A cura di Roberto Mezzetti

##### 2. Bundesliga
| Stagione | regular season | regular season | regular season | regular season | regular season | regular season | playoff | playoff | playoff | playoff | playoff | playoff   | playoff    |
|          | Vin            | Par            | Per            | Tot            | PF             | PS             | Vin     | Per     | Tot     | PF      | PS      | risultato | avversaria |
| -------- | -------------- | -------------- | -------------- | -------------- | -------------- | -------------- | ------- | ------- | ------- | ------- | ------- | --------- | ---------- |
| 1983     | 1              | 0              | 13             | 14             | 33             | 449            | -       | -       | -       | -       | -       | -         | -          |
| Totale   | 1              | 0              | 13             | 14             | 33             | 449            | -       | -       | -       | -       | -       |           |            |

Fonti: Enciclopedia del Football - A cura di Roberto Mezzetti

##### Oberliga
| Stagione | regular season | regular season | regular season | regular season | regular season | regular season | playoff | playoff | playoff | playoff | playoff | playoff   | playoff    |
|          | Vin            | Par            | Per            | Tot            | PF             | PS             | Vin     | Per     | Tot     | PF      | PS      | risultato | avversaria |
| -------- | -------------- | -------------- | -------------- | -------------- | -------------- | -------------- | ------- | ------- | ------- | ------- | ------- | --------- | ---------- |
| 2013     | 1              | 1              | 8              | 10             | 65             | 322            | -       | -       | -       | -       | -       | -         | -          |
| Totale   | 1              | 1              | 8              | 10             | 65             | 322            | -       | -       | -       | -       | -       |           |            |

Fonti: Enciclopedia del Football - A cura di Roberto Mezzetti

##### Verbandsliga/Landesliga (quinto livello)
| Stagione | regular season | regular season | regular season | regular season | regular season | regular season | playoff | playoff | playoff | playoff | playoff | playoff   | playoff    |
|          | Vin            | Par            | Per            | Tot            | PF             | PS             | Vin     | Per     | Tot     | PF      | PS      | risultato | avversaria |
| -------- | -------------- | -------------- | -------------- | -------------- | -------------- | -------------- | ------- | ------- | ------- | ------- | ------- | --------- | ---------- |
| 1994     | 3              | 0              | 5              | 8              | 173            | 192            | -       | -       | -       | -       | -       | -         | -          |
| 1995     | 3              | 0              | 1              | 4              | 129            | 84             | -       | -       | -       | -       | -       | -         | -          |
| 1999     | 6              | 0              | 3              | 9              | 133            | 191            | -       | -       | -       | -       | -       | -         | -          |
| 2009     | 2              | 0              | 6              | 8              | 108            | 240            | -       | -       | -       | -       | -       | -         | -          |
| 2010     | 6              | 0              | 2              | 8              | 162            | 68             | -       | -       | -       | -       | -       | -         | -          |
| 2011     | 2              | 0              | 6              | 8              | 82             | 170            | -       | -       | -       | -       | -       | -         | -          |
| 2012     | 5              | 0              | 3              | 8              | 181            | 130            | -       | -       | -       | -       | -       | -         | -          |
| 2014     | 1              | 0              | 5              | 6              | 52             | 95             | -       | -       | -       | -       | -       | -         | -          |
| 2018     | 4              | 0              | 4              | 8              | 128            | 202            | -       | -       | -       | -       | -       | -         | -          |
| 2019     | 4              | 0              | 8              | 12             | 216            | 326            | -       | -       | -       | -       | -       | -         | -          |
| Totale   | 36             | 0              | 43             | 79             | 1364           | 1698           | -       | -       | -       | -       | -       |           |            |

Fonti: Enciclopedia del Football - A cura di Roberto Mezzetti

##### Landesliga (sesto livello)
| Stagione | regular season | regular season | regular season | regular season | regular season | regular season | playoff | playoff | playoff | playoff | playoff | playoff   | playoff    |
|          | Vin            | Par            | Per            | Tot            | PF             | PS             | Vin     | Per     | Tot     | PF      | PS      | risultato | avversaria |
| -------- | -------------- | -------------- | -------------- | -------------- | -------------- | -------------- | ------- | ------- | ------- | ------- | ------- | --------- | ---------- |
| 1998     | 5              | 0              | 4              | 9              | 221            | 158            | -       | -       | -       | -       | -       | -         | -          |
| 2002     | 2              | 0              | 1              | 3              | 78             | 64             | -       | -       | -       | -       | -       | -         | -          |
| 2015     | 3              | 0              | 3              | 6              | 83             | 94             | -       | -       | -       | -       | -       | -         | -          |
| 2016     | 3              | 0              | 5              | 8              | 148            | 172            | -       | -       | -       | -       | -       | -         | -          |
| 2017     | 6              | 0              | 4              | 10             | 203            | 136            | -       | -       | -       | -       | -       | -         | -          |
| Totale   | 19             | 0              | 17             | 36             | 733            | 624            | -       | -       | -       | -       | -       |           |            |

Fonti: Enciclopedia del Football - A cura di Roberto Mezzetti

##### Aufbauliga
| Stagione | regular season | regular season | regular season | regular season | regular season | regular season | playoff | playoff | playoff | playoff | playoff | playoff   | playoff    |
|          | Vin            | Par            | Per            | Tot            | PF             | PS             | Vin     | Per     | Tot     | PF      | PS      | risultato | avversaria |
| -------- | -------------- | -------------- | -------------- | -------------- | -------------- | -------------- | ------- | ------- | ------- | ------- | ------- | --------- | ---------- |
| 2003     | 0              | 0              | 3              | 3              | 12             | 171            | -       | -       | -       | -       | -       | -         | -          |
| Totale   | 0              | 0              | 3              | 3              | 12             | 171            | -       | -       | -       | -       | -       |           |            |

Fonti: Enciclopedia del Football - A cura di Roberto Mezzetti